# 가스 검지기
가스 검지기 또는 가스 감지기(gas detector)는 안전 시스템의 일부로 특정 지역의 가스 존재를 감지하는 장치이다. 가스 검지기는 누출이 발생한 지역의 작업자에게 경보를 울리고 작업자가 떠날 수 있는 기회를 제공한다. 인간이나 동물 등 유기체에 해를 끼칠 수 있는 가스가 많기 때문에 이러한 유형의 장치가 중요하다.
가스 검지기는 가연성, 인화성, 독성 가스와 산소 고갈을 감지하는 데 사용할 수 있다. 이러한 유형의 장치는 업계에서 널리 사용되며 석유 굴착 장치와 같은 위치에서 제조 공정 및 광전지와 같은 최신 기술을 모니터링하는 데 사용된다. 소방 활동에 사용될 수 있다.
가스 누출 감지(gas leak detection)는 센서를 통해 잠재적으로 위험한 가스 누출을 식별하는 프로세스이다. 또한 열화상 카메라를 사용하여 시각적 식별을 수행할 수 있다. 이러한 센서는 일반적으로 위험한 가스가 감지되면 사람들에게 경고하기 위해 청각 경보를 사용한다. 페인팅, 훈증, 연료 충전, 건설, 오염된 토양 굴착, 매립 작업, 밀폐 공간 진입 등과 같은 작업에서도 독성 가스에 대한 노출이 발생할 수 있다. 일반적인 센서에는 가연성 가스 센서, 광이온화 감지기, 적외선 포인트 센서, 초음파 센서, 전기화학 가스 센서 및 금속 산화물 반도체(MOS) 센서가 포함된다. 최근에는 적외선 이미징 센서가 사용되기 시작했다. 이러한 센서는 모두 광범위한 응용 분야에 사용되며 산업 플랜트, 정유소, 제약 제조, 훈증 시설, 제지 펄프 공장, 항공기 및 조선 시설, 유해물질 처리 시설, 폐수 처리 시설, 차량, 실내 공기, 품질 테스트 및 주택 등에서 찾아볼 수 있다.

## 같이 보기
- 가스 누출
- 센서 목록